# Beech (Staffordshire)
Beech – przysiółek w Anglii, w Staffordshire. Leży 7,6 km od miasta Stoke-on-Trent, 16,7 km od miasta Stafford i 215,7 km od Londynu. W latach 1870–1872 miejscowość liczyła 120 mieszkańców.